# ヘレン・フィールディング

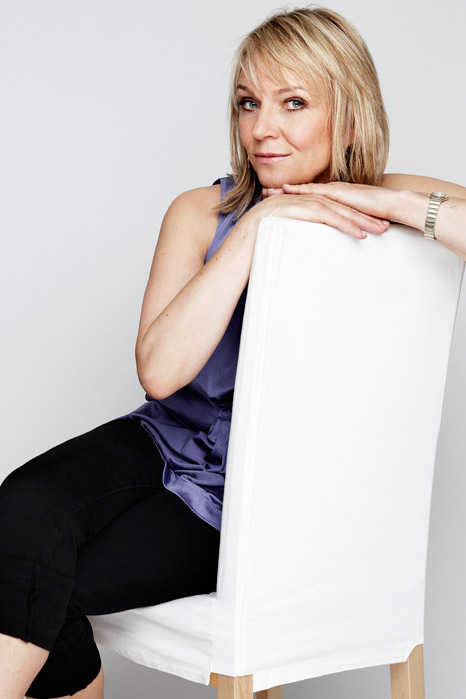
Helen Fielding (2009)

ヘレン・フィールディング（Helen Fielding、1958年2月19日 - ）は、イギリスの作家。代表作は『ブリジット・ジョーンズの日記』シリーズ。

## 来歴・人物
ウェスト・ヨークシャー州モーリー出身。オックスフォード大学セント・アンズ・カレッジ卒業後、BBCに入社し、テレビ業界でキャリアをスタートさせる。
1996年に『ブリジット・ジョーンズの日記』がブリティッシュ・ブック・アワードを受賞し、2001年には映画化された。1999年出版の『ブリジット・ジョーンズの日記 きれそうなわたしの12か月』はボランジェ・エブリマン・ウッドハウス賞にノミネートされ、2004年に映画化された。
私生活では過去に映画監督・脚本家のリチャード・カーティスと交際。その後『シンプソンズ』の脚本家ケヴィン・カランと交際し、2004年2月に長男（ダシール・マイケル）を、2006年7月には長女を出産。
作家のニック・ホーンビィとは友人関係にあたる。また1998年に来日したこともある。

## 主な著作
- セレブリティを追っかけろ! Cause Celeb (1994)
- ブリジット・ジョーンズの日記 Bridget Jones's Diary (1996)
- ブリジット・ジョーンズの日記 きれそうなわたしの12か月 Bridget Jones: The Edge of Reason (1999)
- オリヴィア・ジュールズの華麗なる冒険 Olivia Joules and The Overactive Imagination (2004)　日本では『オリヴィア・ジュールズ 彼女のたくましすぎる想像力』という題で発売されていたが、文庫化に伴い改題。